# Fernand Dumas
Pour les articles homonymes, voir Dumas.
Fernand Dumas, né le 4 janvier 1892 à Moudon, et mort le 20 octobre 1956 à Locarno, est un architecte suisse, actif tout particulièrement en Suisse romande, dans les cantons de Fribourg, Vaud, Berne et du Valais. Son style se situe entre l'architecture néoclassique et le modernisme.

## Biographie
Fernand Dumas, architecte SIA sans diplôme, s’est formé au Technicum de Fribourg et à Munich. Sa carrière de constructeur d’églises commence à Sommentier, où il élève en 1918-1919 la chapelle Sainte-Anne. Il ouvre en 1922 son propre bureau d’architecture à Romont et est particulièrement connu comme constructeur de nombreuses églises catholiques, par exemple, à Fribourg, Saint-Pierre (1924) et Christ-Roi (1951-1954, selon un projet de Denis Honegger, à Echarlens (1922-1923), à Orsonnens (1935-1936), ou à Mézières (1937-1938). Dans le canton de Vaud, on lui doit les chapelles catholiques de Lutry (1929-1930) et La Sarraz (1930-1931), ou encore la transformation de la Basilique Notre-Dame du Valentin (1932-1933) à Lausanne.
Fernand Dumas est le cofondateur, avec Alexandre Cingria, du groupe de Saint-Luc et de St-Maurice (section romande), dont il est l’architecte le plus actif. Comme les autres artistes de ce groupe, il considère comme une nécessité l’intégration des arts dans l'architecture et le renouveau de l’art religieux, qu’il veut plus proche de la modernité et des fidèles.
Il a été longtemps considéré comme l'un des trois maîtres de l'architecture religieuse moderne en Suisse, avec le Genevois Adolphe Guyonnet et Karl Moser de Zurich.

### Archives
- Fonds : Fernand Dumas (1868; 1919-1962).  Cote : Acm-EPFL 0018, Fernand Dumas. Lausanne : Archives de la construction moderne – EPFL (présentation en ligne).
- Fonds : Fernand Dumas et Denis Honegger (1933-1952).  Cote : Acm-EPFL 0020, Fernand Dumas et Denis Honegger. Lausanne : Archives de la construction moderne – EPFL (présentation en ligne).
- Fonds : Pierre Dumas (1944-1973).  Cote : Acm-EPFL 0021, Pierre Dumas. Lausanne : Archives de la construction moderne – EPFL (présentation en ligne).